# Clarence D. Martin
Clarence Daniel Martin, född 29 juni 1886 i Cheney i Washingtonterritoriet, död 11 augusti 1955 i Cheney i delstaten Washington, var en amerikansk demokratisk politiker. Han var Washingtons guvernör 1933–1941.
Martin efterträdde 1933 Roland H. Hartley som Washingtons guvernör och efterträddes 1941 av Arthur B. Langlie.
Martin avled 1955 och gravsattes på begravningsplatsen Fairmount Memorial Park i Spokane.